# Włodarz (Góry Kamienne)
Włodarz (668 m n.p.m.) (niem. Meierkoppe) – góra graniczna w południowo-zachodniej Polsce i północnych Czechach, w Sudetach Środkowych, w Górach Kamiennych, w paśmie Gór Suchych.
Wzniesienie położone w Sudetach Środkowych, w Górach Kamiennych, we wschodniej części pasma Gór Suchych (cz. Javoří hory), na południowy zachód od Krajanowa. Przez wierzchołek przechodzi polsko-czeska granica państwowa.
Jest to wzniesienie zbudowane z permskich skał wylewnych - porfirów kwarcowych (trachitów), niżej z melafirów (trachybazaltów). U podnóża występują również permskie (czerwony spągowiec) skały osadowe - piaskowce i zlepieńce.
Szczyt porośnięty lasem świerkowym regla dolnego, na zboczach łąki i nieużytki. Czeska, południowo-zachodnia część wzniesienia znajduje się w Obszarze Chronionego Krajobrazu Broumovsko.

## Turystyka
Przez szczyt przechodzi szlak turystyczny:
- zielony – szlak graniczny prowadzący wzdłuż granicy z Tłumaczowa do Przełęczy Okraj